# Кунишинци
Кунишинци су насељено место у саставу општине Маријанци у Осјечко-барањској жупанији, Република Хрватска.

## Историја
До територијалне реорганизације у Хрватској налазили су се у саставу старе општине Доњи Михољац.

## Становништво
На попису становништва 2011. године, Кунишинци су имали 315 становника.

## Попис1991.
На попису становништва 1991. године, насељено место Кунишинци је имало 426 становника, следећег националног састава:
| Попис 1991.‍ | Попис 1991.‍ | Попис 1991.‍ | Попис 1991.‍ | Попис 1991.‍ |
| ----------- | ----------- | ----------- | ----------- | ----------- |
|             |             |             |             |             |
| Хрвати      | Хрвати      |             | 415         | 97,41%      |
| Албанци     | Албанци     |             | 7           | 1,64%       |
| Немци       | Немци       |             | 2           | 0,46%       |
| Југословени | Југословени |             | 1           | 0,23%       |
| Словенци    | Словенци    |             | 1           | 0,23%       |
| укупно: 426 |             |             |             |             |